# 흉부외과 - 심장을 훔친 의사들
《흉부외과 - 심장을 훔친 의사들》은 SBS에서 2018년 9월 27일부터 2018년 11월 15일까지 방영된 드라마 스페셜이다.

## 줄거리
'두 개의 목숨 단 하나의 심장' 의사로서의 사명과 개인으로서의 사연이 충돌하는 딜레마 상황에 놓인 절박한 흉부외과 의사들의 이야기

## 등장 인물

### 주요 인물
- 고수 : 박태수 역 (아역 최권수) - 태산병원 흉부외과 펠로우
- 엄기준 : 최석한 역 - 태산병원 흉부외과 부교수
- 서지혜 : 윤수연 역 (아역 : 정찬비) - 태산병원 흉부외과 조교수

### 태산대학교병원
- 정보석 : 윤현일 역 - 병원장. 심장내과 권위자. 수연의 작은 아버지
- 남경읍 : 윤현목 역 (특별출연) - 태산의료원 이사장. 소아심장 전문의. 수연의 아버지
- 김예원 : 안지나 역 - 심장내과 펠로우
- 장소연 : 강은숙 역 - 수술장 베테랑 간호사
- 오동민 : 문승재 역 - 흉부외과 전공의
- 안내상 : 구희동 역 - 흉부외과 과장
- 최대훈 : 구동준 역 - 흉부외과 펠로우
- 이재원 : 남우진 역 - 응급의학과 전문의. 태수 친구
- 정희태 : 이대영 역 - 마취과 교수
- 차순배 : 이중도 역 - 심장내과 전문의. 기조실장
- 손광업 : 손재명 역 - 흉부외과 교수
- 박경혜 : 이선영 역 - 흉부외과 전문간호사
- 정유민 : 배유리 역 - 수술장 스크럽 간호사
- 남태부 : 이미란 역 - 중환자실의 남자간호사
- 정현석 : 유실장 역 - 체외순환사
- 루현 : 정지원 역 - 수술장 간호사
- 강서하 : 이예린 역 - 흉부외과 인턴

### 박태수의 주변 인물
- 이덕희 : 오정애 역 (특별출연) - 태수의 어머니
- 조재윤 : 황진철 역 (특별출연) - 중산대학병원 흉부외과 교수

### 그 외 인물
- 강진아 : ER간호사 역
- 홍서준 : 응급의학과장 역
- 김광인
- 양예나 : 은지 역
- 채유리 : 유빈 역 - 최석한의 딸
- 장재이
- 최정후
- 정두겸 : 한민식 역 - 국회의원. 민생당 대선후보
- 배민서
- 최수혁
- 박예찬 : 원준 역
- 이시영
- 정강희 : 무당 역
- 신린아 : 이윤서 역
- 김진성 : 진우 역
- 김민석 : 레지던트 역
- 김서하

### 특별출연
- 우현 : 한상옥 역 - 전 태산병원 강릉분원장
- 심이영 : 최석한의 전처 역
- 조재룡 : 황진철의 형 역

## 시청률
최저 시청률과 최고 시청률은 시청률 조사회사와 지역별로 시청률에 차이가 있을 수 있습니다.
| 2018년 | 2018년    | 2018년         | 2018년       | 2018년         | 2018년       |
| 회차   | 방송일    | TNmS 시청률    | TNmS 시청률  | AGB 시청률     | AGB 시청률   |
| 회차   | 방송일    | 대한민국(전국) | 서울(수도권) | 대한민국(전국) | 서울(수도권) |
| ------ | --------- | -------------- | ------------ | -------------- | ------------ |
| 제1회  | 9월 27일  | 7.3%           | %            | 6.9%           | 7.6%         |
| 제2회  | 9월 27일  | 7.7%           | %            | 7.5%           | 8.1%         |
| 제3회  | 9월 27일  | 7.2%           | %            | 6.2%           | 6.7%         |
| 제4회  | 9월 27일  | 6.9%           | %            | 6.5%           | 6.9%         |
| 제5회  | 10월 3일  | 6.8%           | %            | 6.8%           | 7.2%         |
| 제6회  | 10월 3일  | 8.0%           | %            | 8.5%           | 8.8%         |
| 제7회  | 10월 4일  | 8.0%           | %            | 6.9%           | 7.2%         |
| 제8회  | 10월 4일  | 9.0%           | %            | 8.4%           | 8.6%         |
| 제9회  | 10월 10일 | 5.9%           | %            | 5.8%           | 6.1%         |
| 제10회 | 10월 10일 | 7.3%           | %            | 7.0%           | 7.3%         |
| 제11회 | 10월 11일 | 6.9%           | %            | 7.4%           | 7.8%         |
| 제12회 | 10월 11일 | 7.5%           | %            | 8.3%           | 8.5%         |
| 제13회 | 10월 17일 | 6.2%           | %            | 5.7%           | 6.3%         |
| 제14회 | 10월 17일 | 7.0%           | %            | 6.9%           | 7.9%         |
| 제15회 | 10월 18일 | 7.6%           | %            | 7.2%           | 7.9%         |
| 제16회 | 10월 18일 | 8.3%           | %            | 8.8%           | 9.7%         |
| 제17회 | 10월 24일 | 6.2%           | %            | 5.7%           | 6.3%         |
| 제18회 | 10월 24일 | 7.1%           | %            | 7.0%           | 7.7%         |
| 제19회 | 10월 25일 | 7.6%           | %            | 6.7%           | 7.1%         |
| 제20회 | 10월 25일 | 7.7%           | %            | 7.5%           | 8.0%         |
| 제21회 | 10월 31일 | 6.0%           | %            | 6.2%           | 6.5%         |
| 제22회 | 10월 31일 | 6.6%           | %            | 7.5%           | 8.1%         |
| 제23회 | 11월 1일  | 6.7%           | %            | 7.6%           | 8.5%         |
| 제24회 | 11월 1일  | 7.0%           | %            | 8.4%           | 9.6%         |
| 제25회 | 11월 7일  | 6.1%           | %            | 5.8%           | 6.3%         |
| 제26회 | 11월 7일  | 7.4%           | %            | 7.1%           | 7.8%         |
| 제27회 | 11월 8일  | %              | %            | 6.4%           | 7.5%         |
| 제28회 | 11월 8일  | %              | %            | 7.5%           | 8.8%         |
| 제29회 | 11월 14일 | %              | %            | 5.8%           | 6.6%         |
| 제30회 | 11월 14일 | 6.4%           | %            | 7.3%           | 8.3%         |
| 제31회 | 11월 15일 | 7.4%           | %            | 7.8%           | 8.9%         |
| 제32회 | 11월 15일 | 7.9%           | %            | 8.4%           | 9.4%         |

## 촬영지
- 양산부산대학교병원 - 태산대학교병원
- 영남대학교 의료원 - 중산대학교병원
- 인천국제공항
- 영종대교
- 대진항
- 흥국사
- 삼청각

## 시상
- 2018년 SBS 연기대상 - 수목드라마 부문 여자 우수상 서지혜
- 2018년 SBS 연기대상 - 프로듀서상 남자 부문 엄기준

## 연속 방송
- 2018년 9월 27일 : 추석 연휴 마지막 날이었던 전날 다른 프로그램이 편성되어[3] 밤 10시부터 4회 연속방송 (1회, 2회, 3회, 4회)

## 동시간대 드라마
- KBS 2TV 수목 드라마

《오늘의 탐정》 (2018년 9월 5일 ~ 2018년 10월 31일)
《죽어도 좋아》 (2018년 11월 7일 ~ 2018년 12월 27일)
- MBC 수목 미니시리즈

《내 뒤에 테리우스》 (2018년 9월 27일 ~ 2018년 11월 15일)
《붉은달 푸른해》 (2018년 11월 21일 ~ 2019년 1월 16일)

## 같이 보기
- 2018년 대한민국의 텔레비전 드라마 목록
- 대한민국의 텔레비전 드라마 목록 (ㅎ)